# يوري (لاعب كرة قدم مواليد 1986)
يوري هو لاعب كرة قدم برازيلي في مركز الهجوم، ولد في 30 أبريل 1986 في بليم في البرازيل. لعب مع نادي فلامنغو.